# Anilus fuliginosa
Anilus fuliginosa är en insektsart som beskrevs av William Lucas Distant 1906. Anilus fuliginosa ingår i släktet Anilus och familjen kilstritar. Inga underarter finns listade i Catalogue of Life.